# Tell Me Baby
Tell Me Baby è singolo del gruppo musicale statunitense Red Hot Chili Peppers, pubblicato il 17 luglio 2006 come secondo estratto dal nono album in studio Stadium Arcadium.

## Descrizione
È stata estratta come singolo il 17 luglio 2006, dopo Dani California. Le b-sides sono A Certain Someone e Mercy Mercy, scartate dalla lista tracce di Stadium Arcadium. Il brano unisce le vecchie sonorità funk e rap rock del gruppo alle loro recenti incursioni melodiche.

## Video musicale
Il video musicale è stato pubblicato 17 giugno 2006 in Gran Bretagna, il 28 luglio in Canada, e il 7 agosto negli Stati Uniti. È stato diretto da Jonathan Dayton e Valerie Faris, storici collaboratori del gruppo. Flea lo ha definito «il [nostro] miglior video finora mai realizzato». Dayton e Faris hanno intervistato, e fatto audizioni, a persone giunte in California in cerca di popolarità ed altre appassionate di musica. I candidati scelti hanno partecipato ad una seconda audizione durante la quale i Red Hot Chili Peppers sono intervenuti a sorpresa suonando assieme ai giovani aspiranti, il tutto ripreso dalle telecamere.
Il video include in alternanza alcune sequenze delle audizioni iniziali, i candidati che suonano la canzone e gli stessi RHCP che si uniscono agli stupiti ed increduli musicisti per suonare insieme. Le sequenze finali mostrano tutti i candidati suonare e ballare assieme ai membri del gruppo.

## Tracce
CD version 1
1. Tell Me Baby
2. A Certain Someone 2:25

CD version 2
1. Tell Me Baby
2. Mercy Mercy 4:01
3. Lyon 6.6.06 (Live) 03:53

7" Picture Disc
1. Tell Me Baby
2. Mercy Mercy 4:01

## Posizioni in classifica
| Classifica (2006) | Posizione |
| ----------------- | --------- |
| Australia         | 20        |
| Austria           | 39        |
| Belgio (Fiandre)  | 44        |
| Canada            | 17        |
| Danimarca         | 13        |
| Germania          | 37        |
| Norvegia          | 20        |
| Nuova Zelanda     | 16        |
| Paesi Bassi       | 27        |
| Regno Unito       | 16        |
| Stati Uniti       | 50        |
| Svezia            | 57        |
| Svizzera          | 43        |